# Haploniscus cucullus
Haploniscus cucullus is een pissebed uit de familie Haploniscidae. De wetenschappelijke naam van de soort is voor het eerst geldig gepubliceerd in 2008 door Brökeland & Raupach.